# Antelope (comtat de Sacramento)
Antelope és un lloc designat pel cens al comtat de Sacramento, Califòrnia, Estats Units, situat aproximadament 15 milles (24 km) al nord-est del centre de Sacramento i 5 milles (8 km) al sud-oest de Roseville. La població era de 45.770 habitants segons el cens del 2010.

## Límits
Segons l'Oficina del Cens dels Estats Units la comunitat té una superfície total de 6.84 milles quadrades (17.7 km2). Antelope és majoritàriament pla, amb molt pocs turons i sense grans masses d'aigua.
La frontera nord d'Antelope cau directament a la línia entre el comtat de Sacramento i el comtat de Placer.
La frontera oriental segueix primer Roseville Road cap al sud des de la línia del comtat fins a Butternut Drive. A continuació, la frontera continua en la mateixa direcció general fins a Antelope Road, de forma que les parcel·les d'Adagio Way, Andante Drive i Katella Way es troben dins de Antelope CDP.
La frontera sud segueix Antelope Road.
La frontera occidental té dues parts. La primera part s'estén des de Antelope Rd cap al nord cap a Elverta Rd al llarg de 28th St. La segona part s'estén des d'Elverta Rd cap a la línia del comtat de Placer, al llarg de Dry Creek.
Els límits es traçaren i el nom de la localitat es va establir mitjançant una votació el 1993 per establir la identitat de la comunitat. La designació de d'Antelope, CA town va començar l'1 de juliol de 1994. El codi postal d'Antelope és el 95843

## Història
A finals del 1800 Antelope era l'únic assentament significatiu del Centre Township, una àrea limitada al nord per la línia del comtat de Placer, a l'est pel que ara és Sunrise Blvd., al sud pel riu American i al sud. A l'oest per la línia al llarg de 20th St a Rio Linda al sud fins a Ethan Way a la zona d'Arden-Arcade. La població de tot el township l'any 1880 era d'unes 400 persones. Molts dels treballadors del ferrocarril s'aposentaren aquí i quedant-s'hi definitivament. A poc a poc, els treballadors van abandonar la zona i Antelope es va convertir en una petita comunitat més amb pocs negocis.
El 28 d'abril de 1973 Antelope constava d'una oficina de correus, una botiga i mitja dotzena d'habitatges. Tanmateix, a les 8:03 am, un vagó de ferrocarril carregat amb bombes d'avió va esclatar a la part sud del Roseville Yard del Pacífic Sud, destruint la botiga general i danyant la majoria de les cases. Aquest succés, anomenat localment "incident de Roseville", va canviar l'Antelope per sempre; bàsicament, fent-lo volar pels aires.
El que avui es coneix com a Antelope va començar principalment com una comunitat planificada a finals dels anys vuitanta. Constava principalment d'habitatges i apartaments unifamiliars. A causa de la novetat relativa de la comunitat, la majoria de les cases són noves i la zona està ben planificada. El tancament definitiu de la propera base aèria de McClellan entre els anys 1993 i 2001 va tenir un impacte econòmic alentint en aquesta zona (el "corredor de l'avinguda de North Watt"). Antelope rebé el seu propi obliterador i el reconeixement com a comunitat pel servei postal dels EUA l'1 de juliol de 1994.

## Demografia

### Cens del 2010
El cens dels Estats Units de 2010 recollia que Antelope tenia 45.770 habitants. La densitat de població era de 6.694,2 habitants per milla quadrada (2.584,6/km 2). La composició racial d'Antelope era de 29.200 (63,8%) blancs, 4.039 (8,8%) afroamericans, 402 (0,9%) nadius americans, 6.090 (13,3%) asiàtics, 407 (0,9%) illencs del Pacífic, 2.284 (5,0%). altres races, i 3.348 (7,3%) de dues o més curses. Els hispans o llatins de qualsevol raça eren 6.635 persones (14,5%).
El cens recollí que 45.686 persones (el 99,8% de la població) vivien en llars, 57 (0,1%) vivien en quarters de grup no institucionalitzats i 27 (0,1%) estaven institucionalitzats.
Hi havia 14.159 llars, de les quals 7.138 (50,4%) tenien fills menors de 18 anys que hi vivien, 8.259 (58,3%) eren parelles casades de sexe oposat vivint plegades, 2.184 (15,4%) tenien una dona cap de casa sense marit actual, 860 (6,1%) tenien un home com a cap de casa sense dona. Hi havia 888 (6,3%) parelles no casades de sexe oposat i 106 (0,7%) parelles o parelles del mateix sexe casades. 2.107 habitatges (14,9%) estaven formats per persones físiques i 447 (3,2%) tenien algú de 65 anys o més vivint-hi sol. La mida mitjana de les llars era de 3,23. Hi havia 11.303 famílies (79,8% de totes les llars); la mida mitjana de la família era de 3,59.
La població es repartia en les següents classes d'edat:14.253 persones (31,1%) menors de 18 anys, 4.495 persones (9,8%) de 18 a 24 anys, 13.238 persones (28,9%) de 25 a 44 anys, 10.931 persones (23,9%) de 45 a 64, i 2.853 persones (6,2%) de 65 o més anys. La mitjana d'edat era de 31,4 anys. Per cada 100 dones hi havia 94,3 homes. Per cada 100 dones de 18 o més anys hi havia 91,2 homes.
Constaven 14.847 habitatges amb una densitat mitjana de 2.171,5 per milla quadrada (838,4/km²), de les quals 9.663 (68,2%) estaven ocupades pel propietari i 4.496 (31,8%) estaven ocupades per llogaters. La taxa de desocupació de propietaris era del 2,7%; la taxa de desocupació de lloguers era del 3,9%. 30.801 persones (67,3% de la població) vivien en habitatges de propietat i 14.885 persones (32,5%) vivien en habitatges de lloguer.

### Cens del 2000
A partir del cens del 2000 els Estats Units no definien un lloc designat pel cens anomenat Antelope, però sí definien una àrea de tabulació del codi postal (Zip Code Tabulation Area, ZCTA), 95843. Com que l'Antelope està inclòs dins d'aquesta ZCTA, és possible obtenir dades del cens dels Estats Units de l'any 2000 per a l'àrea, tot i que no es disposa de les dades d'"Antelope" pròpiament dit.
Segons el cens del 2000 hi havia 36.421 habitants, 11.655 habitatges i 9.341 famílies residint a la ZCTA de 95.843. La densitat de població era de 5.690 habitants per milla quadrada (2.180/km 2). Hi havia 12.016 unitats d'habitatge amb una densitat mitjana de 1.877,5 per milla quadrada (719,5/km 2). La composició racial de la ZCTA era 65,5% blancs, 10,1% afroamericans, 0,9% nadius americans, 11,9% asiàtics, 0,6% insulars del Pacífic, 4% d'altres races i 7% de dues o més races. El 10,7% de la població era hispà o llatí de qualsevol raça.
Dels 11.655 habitatges en un 55,4% hi vivien menors de 18 anys, en un 62,4% hi vivien parelles casades, en un 13,2% dones solteres i un 19,9% no eren unitats familiars. L'1,8% tenia algú de 65 anys o més vivint-hi sol. El nombre mitjà de persones vivint en cada habitatge era de 3,12 i el nombre mitjà de persones que vivien en cada família era de 3,47.
A la ZCTA la població estava repartida: un 37,1% tenia menys de 20 anys, un 5,6% entre 20 i 24, un 48,6% entre 25 i 54, un 4,9% entre 55 i 60 i un 4% 65 anys o més. La mediana d'edat era de 30,3 anys. Per cada 100 dones hi havia 95,7 homes. Per cada 100 dones de 18 o més anys hi havia 90,7 homes.
La renda mediana per habitatge era de 59.151 $ i la renda mediana per família de 60.840 $. Els homes tenien una renda mediana de 40.573 $ mentre que les dones 32.302 $. La renda per capita de la comunitat era de 21.373 $. El 5,4% de la població i el 4,1% de les famílies estaven sota el llindar de pobresa. Del total de persones que vivien en la pobresa, el 2,5% té menys de 18 anys i el 4,6% té 65 anys o més.

## Govern
A la legislatura de l'estat de Califòrnia, Antelope es troba el 4t districte senatorial i el 7è districte de l'Assemblea.
A la Cambra de Representants dels Estats Units, Antelope es divideix entre els districtes 3r i 6è del Congrés de Califòrnia, representats per John Garamendi i Doris Matsui, respectivament".